# Окошка Гора
Окошка Гора (словен. Okoška Gora) — поселення в общині Оплотниця, Подравський регіон‎, Словенія.